# 태국 중부

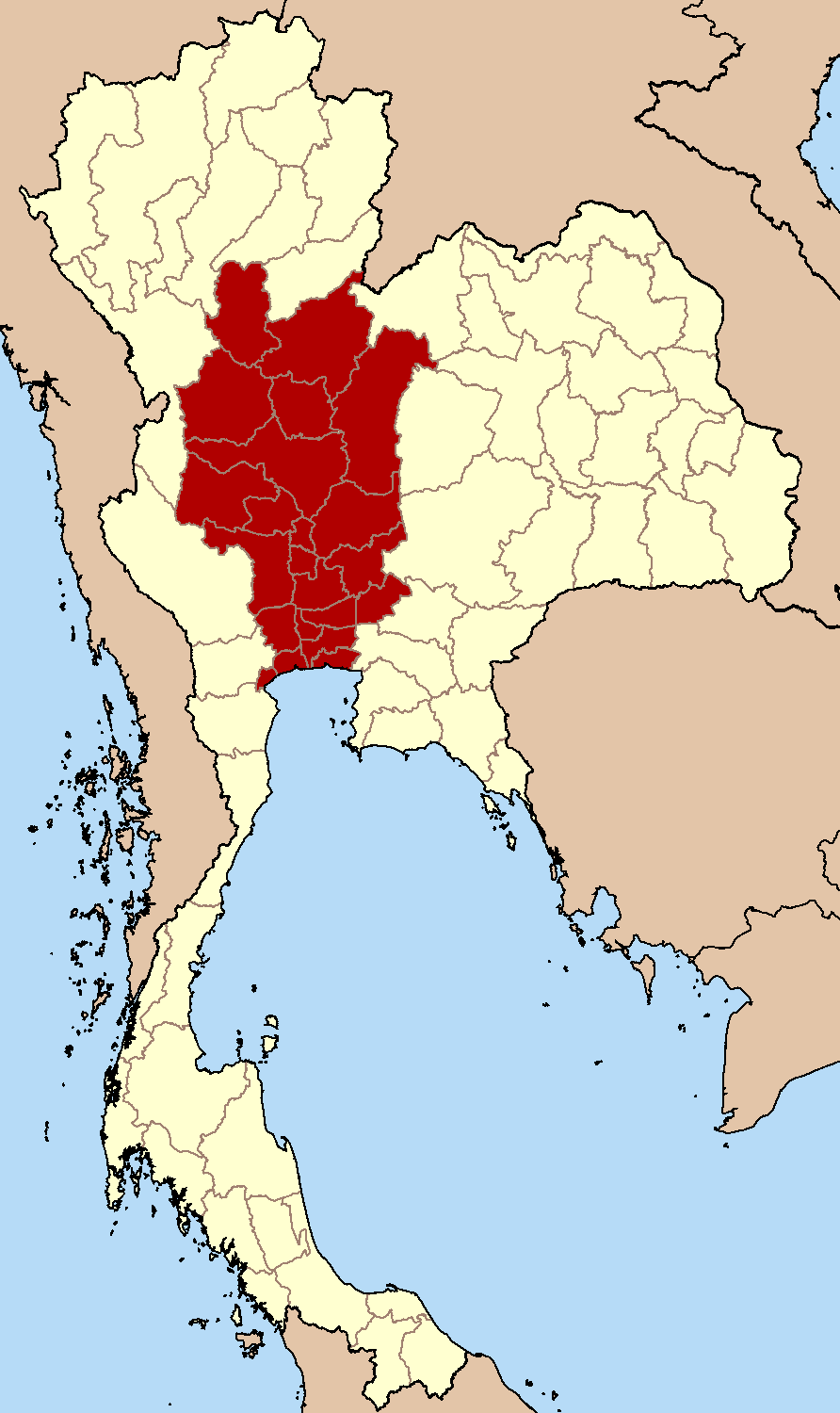
6지방 체제에 따른 태국 중부

태국 중부(Central Thailand)는 태국의 지방의 하나로, 짜오프라야강의 광대한 충적 평야를 포함한다. 한국에서 말하는 호남지방이라든지 영남지방 등처럼 지방 행정 구역으로서의 성격은 가지지 않는다. 태국 북동부(이싼)과는 펫차분산맥을 통해 분리되고 서쪽으로는 미얀마와 산맥에 의해 분리된다. 북쪽의 태국 북부와 가까워질수록 산이 많아진다. 이 지역은 아유타야 왕조의 심장부였고 여전히 태국의 중심지이다. 태국 중부는 태국의 수도인 방콕을 포함한다. 태국 중부는 태국에서 가장 인구가 많은 지역이다.

## 정의
태국의 주의 지방 분류에는 두 개의 주요한 체계가 있다. 6지방 체계는 흔히 지리적 연구에 사용되고 태국 중부는 북쪽으로 수코타이 주, 핏사눌록 주, 남쪽으로 타이만까지 뻗어있고 서쪽의 미얀마와 접한 산지의 주와 동쪽의 해안의 주는 제외한다. 4지방 체계는 북쪽으로 차이낫 주, 싱부리 주, 롭부리 주까지로 한정되는 데 반해 서쪽으로 미얀마, 동쪽으로 캄보디아의 국경까지 뻗어있다.

## 행정

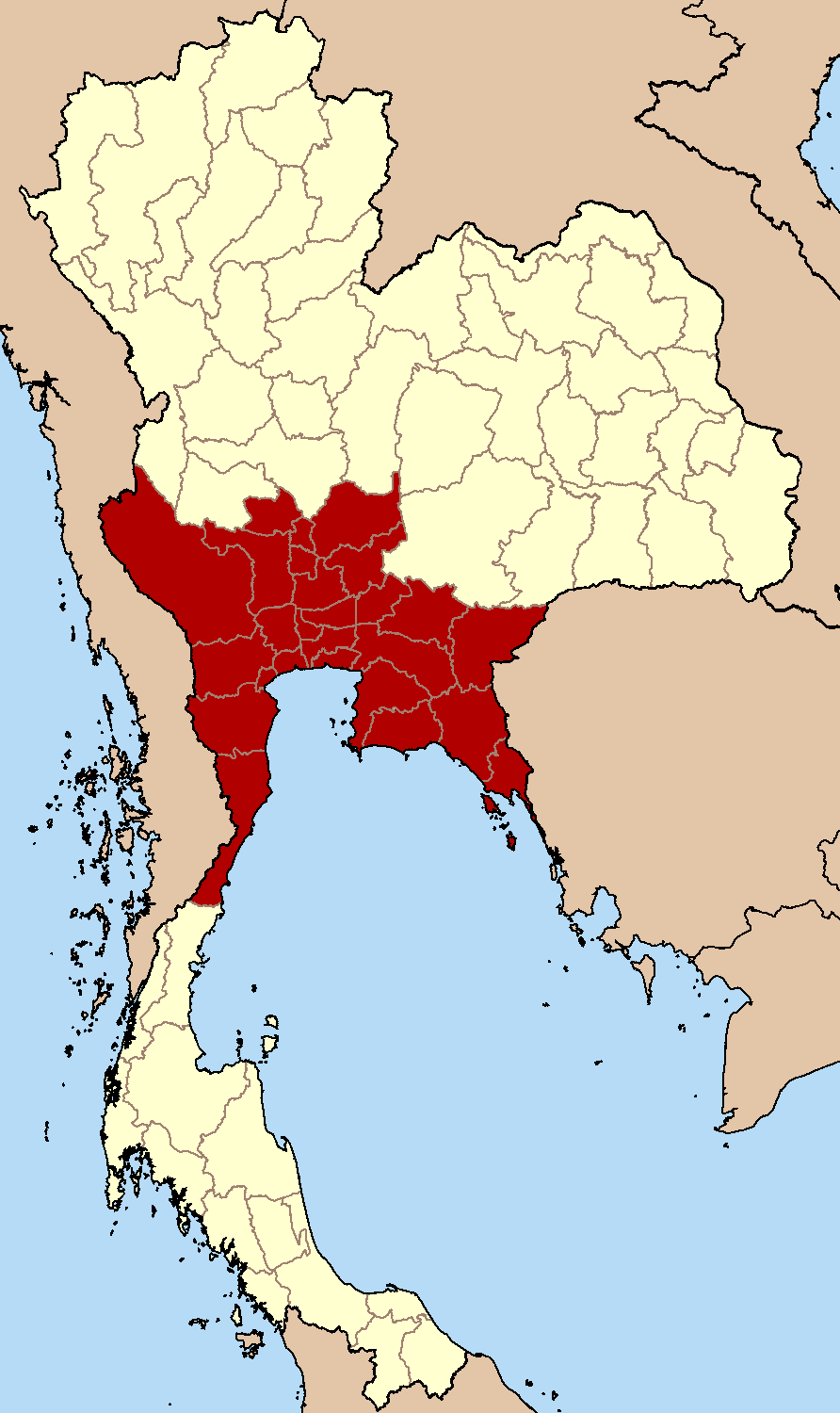
4지방 체제에 따른 태국 중부

태국 중부는 4지방 체제의 정의에서는 26개의 주로 나뉜다. 특히 통계적인 목적으로는 4개의 분류로 나뉜다.
- 방콕 도시권 : 방콕, 나콘빠톰 주, 논타부리 주, 빠툼타니 주, 사뭇쁘라깐 주, 사뭇사콘 주
- 태국 중앙부 : 앙통 주, 아유타야 주, 차이낫 주, 롭부리 주, 나콘나욕 주, 사라부리 주, 싱부리 주
- 태국 서부 : 깐차나부리 주, 펫차부리 주, 쁘라추압키리칸 주, 랏차부리 주, 사뭇송크람 주, 수판부리 주
- 태국 동부 : 차층사오 주, 짠타부리 주, 촌부리 주, 라용 주, 쁘라찐부리 주, 사깨오 주, 뜨랏 주